# Carlo Guglielmo di Anhalt-Zerbst
Carlo Guglielmo di Anhalt-Zerbst (Zerbst, 16 ottobre 1652 – Zerbst, 3 novembre 1718) fu Principe di Anhalt-Zerbst dal 1667 al 1718.

## Biografia
Carlo Guglielmo era il figlio primogenito del Principe Giovanni VI di Anhalt-Zerbst e della moglie, Sofia Augusta di Schleswig-Holstein-Gottorp. Dal 1667 al 1674 fu sottoposto alla reggenza della madre, dal momento che non aveva ancora raggiunto l'età per accedere al trono.
Carlo Guglielmo fu mecenate delle arti e fece costruire il Castello di Zerbst (1681) e la Chiesa della Santa Trinità, sempre a Zerbst, iniziata nel 1696. La residenza del principe, inoltre, venne spostata a Jever.

## Matrimonio e figli
Nel 1676 ad Halle sposò la Principessa Sofia, figlia del Duca Augusto di Sassonia-Weissenfels († 1724). Da questo matrimonio nacquero i seguenti eredi:
- Giovanni Augusto (1677-1742)
- Carlo Federico (1678-1693)
- Maddalena Augusta (1679-1740), sposò il Duca Federico II di Sassonia-Gotha-Altenburg (1676-1732).

## Ascendenza
|                                   |                                     |                                   | Genitori                            |  |  | Nonni |  |  | Bisnonni                     |  |  | Trisnonni                   |  |
|                                   |                                     |                                   |                                     |  |  |       |  |  | Gioacchino Ernesto di Anhalt |  |  | Giovanni V di Anhalt-Zerbst |  |
|                                   |                                     |                                   |                                     |  |  |       |  |  | Gioacchino Ernesto di Anhalt |  |  | Giovanni V di Anhalt-Zerbst |  |
|                                   |                                     | Margherita di Brandeburgo         |                                     |  |  |       |  |  | Gioacchino Ernesto di Anhalt |  |  |                             |  |
| Rodolfo di Anhalt-Zerbst          |                                     |                                   |                                     |  |  |       |  |  | Gioacchino Ernesto di Anhalt |  |  |                             |  |
|                                   |                                     | Eleonora di Württemberg           | Cristoforo di Württemberg           |  |  |       |  |  |                              |  |  |                             |  |
|                                   |                                     | Eleonora di Württemberg           | Cristoforo di Württemberg           |  |  |       |  |  |                              |  |  |                             |  |
|                                   |                                     | Eleonora di Württemberg           | Anna Maria di Brandeburgo-Ansbach   |  |  |       |  |  |                              |  |  |                             |  |
| Giovanni VI di Anhalt-Zerbst      |                                     | Eleonora di Württemberg           |                                     |  |  |       |  |  |                              |  |  |                             |  |
|                                   |                                     | Giovanni VII di Oldenburg         | Antonio I di Oldenburg              |  |  |       |  |  |                              |  |  |                             |  |
|                                   |                                     | Giovanni VII di Oldenburg         | Antonio I di Oldenburg              |  |  |       |  |  |                              |  |  |                             |  |
|                                   |                                     | Giovanni VII di Oldenburg         | Sofia di Sassonia-Lauenburg         |  |  |       |  |  |                              |  |  |                             |  |
| Maddalena di Oldenburg            |                                     | Giovanni VII di Oldenburg         |                                     |  |  |       |  |  |                              |  |  |                             |  |
|                                   |                                     | Elisabetta di Schwarzburg         | Günther XL di Schwarzburg           |  |  |       |  |  |                              |  |  |                             |  |
|                                   |                                     | Elisabetta di Schwarzburg         | Günther XL di Schwarzburg           |  |  |       |  |  |                              |  |  |                             |  |
|                                   |                                     | Elisabetta di Schwarzburg         | Elisabetta di Isenburg-Ronneburg    |  |  |       |  |  |                              |  |  |                             |  |
| Carlo Guglielmo di Anhalt-Zerbst  |                                     | Elisabetta di Schwarzburg         |                                     |  |  |       |  |  |                              |  |  |                             |  |
|                                   | Giovanni Adolfo di Holstein-Gottorp | Adolfo di Holstein-Gottorp        |                                     |  |  |       |  |  |                              |  |  |                             |  |
|                                   | Giovanni Adolfo di Holstein-Gottorp | Adolfo di Holstein-Gottorp        |                                     |  |  |       |  |  |                              |  |  |                             |  |
|                                   | Giovanni Adolfo di Holstein-Gottorp | Cristina d'Assia                  |                                     |  |  |       |  |  |                              |  |  |                             |  |
| Federico III di Holstein-Gottorp  | Giovanni Adolfo di Holstein-Gottorp |                                   |                                     |  |  |       |  |  |                              |  |  |                             |  |
|                                   |                                     | Augusta di Danimarca              | Federico II di Danimarca            |  |  |       |  |  |                              |  |  |                             |  |
|                                   |                                     | Augusta di Danimarca              | Federico II di Danimarca            |  |  |       |  |  |                              |  |  |                             |  |
|                                   |                                     | Augusta di Danimarca              | Sofia di Meclemburgo-Güstrow        |  |  |       |  |  |                              |  |  |                             |  |
| Sofia Augusta di Holstein-Gottorp |                                     | Augusta di Danimarca              |                                     |  |  |       |  |  |                              |  |  |                             |  |
|                                   |                                     | Giovanni Giorgio I di Sassonia    | Cristiano I di Sassonia             |  |  |       |  |  |                              |  |  |                             |  |
|                                   |                                     | Giovanni Giorgio I di Sassonia    | Cristiano I di Sassonia             |  |  |       |  |  |                              |  |  |                             |  |
|                                   |                                     | Giovanni Giorgio I di Sassonia    | Sofia di Brandeburgo                |  |  |       |  |  |                              |  |  |                             |  |
| Maria Elisabetta di Sassonia      |                                     | Giovanni Giorgio I di Sassonia    |                                     |  |  |       |  |  |                              |  |  |                             |  |
|                                   |                                     | Maddalena Sibilla di Hohenzollern | Alberto Federico di Prussia         |  |  |       |  |  |                              |  |  |                             |  |
|                                   |                                     | Maddalena Sibilla di Hohenzollern | Alberto Federico di Prussia         |  |  |       |  |  |                              |  |  |                             |  |
|                                   |                                     | Maddalena Sibilla di Hohenzollern | Maria Eleonora di Jülich-Kleve-Berg |  |  |       |  |  |                              |  |  |                             |  |
|                                   |                                     | Maddalena Sibilla di Hohenzollern |                                     |  |  |       |  |  |                              |  |  |                             |  |